# Heinz Stroh (Mediziner)
Heinz Stroh (* 6. März 1918 in Mainz; † 6. Juni 1973 in Bischofsheim) war ein deutscher Mediziner und ärztlicher Standespolitiker.

## Leben
Stroh absolvierte eine Drogistenlehre und studierte, durch den Zweiten Weltkrieg mehrfach unterbrochen, Medizin in Mainz und promovierte zum Dr. med. Von 1949 bis 1973 war er als praktischer Arzt und Geburtshelfer in Bischofsheim niedergelassen.

## Ehrenamt
Stroh war vielfältig ehrenamtlich engagiert:
- 1956 bis 1973 Mitglied im Präsidium der Landesärztekammer Hessen
- 1964 bis 1968 Vizepräsident der Landesärztekammer Hessen
- 1968 bis 1973 Präsident der Landesärztekammer Hessen
- 1968 bis 1973 Mitglied im Vorstand der Bundesärztekammer

Er setzte sich insbesondere für Fort- und Weiterbildung ein. Unter seiner Präsidentschaft wurde am 21. Februar 1970 der Beschluss zur Gründung der Akademie für Ärztliche Fort- und Weiterbildung der Landesärztekammer Hessen in Bad Nauheim gefasst.
Ferner war Stroh Mitgründer des Verbandes der niedergelassenen Nichtkassenärzte, später NAV-Virchow-Bund und langjährig zweiter Bundesvorsitzender.

## Ehrungen
- 1964 Ernst-von-Bergmann-Plakette
- 1972 Bundesverdienstkreuz 1. Klasse